# Избори за одборнике Скупштине града Ниша 2012.
Избори за одборнике Скупштине града Ниша 2012. су одржани 6. маја, и део су локалних избора у Србији. Одржани су паралелно са парламентарним изборима те године. Након великог броја понављања избора на појединим местима у Нишу, и након дугих преговора, локалну власт су формирале коалиције око СНС, СПС и УРС, а за градоначелника је изабран др Зоран Перишић.